# Маријана (ТВ серија)
Маријана (шп. Mariana de la noche) мексичка је теленовела, продукцијске куће Телевиса, снимана током 2003. и 2004.
У Србији је приказивана 2004. на телевизији Пинк.

## Синопсис
Атилио Монтенегро опседнут је Елисом и радије би је видео мртву него са другим мушкарцем. Једне вечери његови људи упадају у њену кућу и убијају све који су се тамо нашли. Једини преживели су Елисина кћерка Маријана, још увек беба, и њен млађи рођак Игнасио.
Маријану је отхранио Атилио, који је једнако опседнут њоме као што је био и њеном мајком, због невероватне сличности између њих две. Он убија сваког мушкарца који се њој допадне. Због мистериозних смрти свих момака који су покушали да јој се приближе, суграђани верују да је Маријана проклета и дају јој надимак – Маријана, дете ноћи. Она се заклиње да се више неће заљубити и скинути црнину. Али, изненада се појављује млади, згодни новинар Игнасио, који долази у потрази за коренима…

## Улоге
| Глумац:                   | Улога:                                |
| ------------------------- | ------------------------------------- |
| Алехандра Барос           | Маријана Монтенегро Елиса Луго Наваро |
| Хорхе Салинас             | Игнасио Луго Наваро Алкон Луна        |
| Анхелика Ривера           | Марсија Монтенегро                    |
| Сесар Евора               | Атилио Монтенегро                     |
| Патрисија Навидад         | Јадира                                |
| Рене Стриклер             | др Камило Гереро                      |
| Адријана Фонсека          | Каридад Чачи Монтенегро               |
| Алма Муријел              | Исабел Монтенегро                     |
| Марија Рохо               | Лукресија                             |
| Патрисија Рејес Еспиндола | Марија Лола                           |
| Хосе Карлос Руиз          | Исидоро                               |
| Роберто Бландон           | Иван Луго Наваро                      |
| Марџори де Соуса          | Карол                                 |
| Серхио Акоста             | Кумаће                                |
| Аурора Клавел             | Мама Лупе                             |
| Игнасио Гвадалупе         | Пробисвет                             |
| Хаиме Лозано              | Еладио Гонзалес                       |
| Есперанза Рендон          | Вилма                                 |
| Алеида Нуњез              | Мигелина                              |
| Рафаел Рохас              | Херардо Монтијел                      |
| Валентино Ланус           | Хавијер Мендијета                     |
| Мигел де Леон             | Хосе Рамон Мартинес                   |
| Сокоро Бониља             | Нели                                  |
| Сандра Монтоја            | Исел                                  |
| Агустин Арана             | Оропо                                 |
| Артуро Муњоз              | Макс                                  |
| Раул Рамирез              | Отац Педро                            |
| Данијел Континенте        | Хуан Пабло Гереро                     |
| Бехамин Ислас             | Либорио                               |
| Хустеин Роустанд          | Гонзалито Гонзалес                    |
| Габријел Роустанд         | Замора                                |
| Илејана Монсерат          | Тересита                              |
| Мануел Равијела           | Бенито                                |
| Роберто Вандер            | Анхел                                 |
| Лиза Виљерт               | Хуанита Лопез Фустер                  |
| Карлос Амадор             | Серхио                                |
| ВерониКа са К             | Рут                                   |
| Патрисија Ромеро          | Дорис                                 |